# Szkoła Podstawowa im. Janusza Korczaka w Piskorowicach
Szkoła Podstawowa im. Janusza Korczaka w Piskorowicach – szkoła o charakterze podstawowym w Piskorowicach.

## Historia
Początki szkolnictwa według miejscowej tradycji są datowane na 1789 rok, gdy powstała jednoklasowa szkoła polska. Szkoła ta w 1810 roku na żądanie miejscowych Ukraińców została zmieniona na parafialną szkołę polsko-ruską (Schola parochialis). W 1835 jako nauczyciel jest wymieniany Bazyli Szykuła, a w 1847 roku Eliasz Szykuła (14 uczniów). W 1859 roku na 133 zdolnych, do szkoły uczęszczało tylko 40 dzieci, a nauczycielem był Ilia Szykuła.
24 maja 1874 roku reskryptem Rady szkolnej krajowej utworzono 1-klasową szkołę publiczną z ruskim językiem wykładowym. W 1876 roku zbudowano murowany budynek szkolny.
Przydatnym źródłem archiwalnym do poznawania historii szkolnictwa w Galicji są austriackie Szematyzmy Galicji i Lodomerii, które podają wykaz szkół ludowych, wraz z nazwiskami ich nauczycieli, oraz austriackie i polskie Dzienniki Urzędowe szkolnictwa, które podają ruch służbowy nauczycieli. Pierwszym nauczycielem był Stanisław Lisowski. Szkoły wiejskie początkowo były tylko męskie, a od 1890 roku były mieszane (koedukacyjne), a od 1897 roku szkoła posiadała nauczycieli pomocniczych, którymi byli: Anna Żukowska (1897–1899), Katarzyna Sacharówna (1900–1901), Leokadia Pikulska (1904–1906), Józefa Świrska (1907–1908), Emilia Michalska (1909–1911), Jadwiga Bielecka (1911–1912), Stefania Mryczkówna (1912–1914?).
W 1910 roku została utworzona Szkoła eksponowana w przysiółku Chałupki (Chałupki ad Piskorowice), której nauczycielami byli: Marian Stachurski (1910–1911), Zofia Kotlińska (1911–1912), Stefan Pochmórski (1912–1913), Emilia Bochenek (1913–1914?). W latach 20. XX wieku dokonano rozbudowy parteru szkoły, a w latach 30. XX wieku nadbudowano piętro.
W latach 1939–1945 w szkoła była ukraińska. 18 kwietnia 1945 roku oddział Narodowego Zjednoczenia Wojskowego dokonał zbrodniczego mordu na ukraińskich mieszkańcach, którzy oczekiwali w szkole na wysiedlenie. W latach 1948–1950 dokonano remontu szkoły.
W 1999 roku, na mocy reformy oświaty, szkoła została przekształcona w 6-letnią szkołę podstawową i 3-letnie gimnazjum. W 2003 roku utworzono Zespół Szkół. 
2 grudnia 2007 roku na budynku szkoły odsłonięto tablicę:
„Pamięci mieszkańców Piskorowic i okolic narodowości ukraińskiej zamordowanych w tym budynku w kwietniu 1945 roku”
W 2017 roku na mocy reformy oświaty przywrócono 8-letnią szkołę podstawową. 16 lipca 2018 roku uchwałą Rady Gminy Leżajsk patronem szkoły został Janusz Korczak.
Kierownicy i dyrektorzy szkoły
1875–1877. Posada nie obsadzona.
1877–1894. Stanisław Lisowski.
1894–1895. Posada opróżniona
1895–1896. Stanisław Stelmachiewicz.
1896–1902. Henryk Baczyński.
1902–1903. Mikołaj Lewicki.
1903–1911. Mikołaj Horoszko.
1911–1913. Antoni Horoszko.
1913–1914?. Jan Szawarzyński.
 ? –1930. Aleksander Prokop.
1930– ?. Mikołaj Pierożek.
 ? –1939. Mieczysław Dziedziuk.
1939–1945. Iwan Wachnianin.
1945–1954. Eugenia Pakuła.
1954–1958. Paweł Chrobak.
1958–1964. Maria Mroczkowska.
1964–1968. Bolesław Marek.
1968–1972. Czesław Magiera
1972–1987. Stanisław Wojtera.
1987–1988. Tadeusz Ziemba.
1988–1996. Stanisław Leboda.
1996–2003. Wiesław Dzięcioł (SP).
1999–2003. Barbara Gajewska (Gimnazjum).
2003–2013. Barbara Gajewska (ZS).
2013–2019 Marcin Trojan
2019- nadal Dariusz Miś